# アフリカン・ランプアイ
アフリカン・ランプアイとは、観賞用の卵生メダカの一種である。ナイジェリアやカメルーンに分布している。全長3.5cm程度と小ぶりで、複数匹で飼うと群れをなす。体色は半透明で深みのあるグレーで、目の上部が青い蛍光色に染まる。その上品な体色と群れをなす習性から、水草水槽によく映える。弱酸性の水質を好み、飼育は容易であり、人気が高く、安価に流通している。

## 飼育
水質は軟水の弱酸性、水温は25度前後を好む。水質の変化に敏感なため、水あわせは慎重に行う必要がある。餌は冷凍赤虫やミジンコ、メダカ用の一般的な人工飼料などなんでもよく食べる。
群れをなす性質のため、60cm水槽以上の大きめの水草水槽で、20匹以上の群れで飼育すると、本種本来の美しさが鑑賞できる。その際、水草を茂らせて、中域に遊泳スペースをつくるとよい。照明をおさえると、目の上部のクリアブルーが際立ち、その名のとおり、暗闇で火を灯されたランプのようになる。状態よく飼育すると、体は深い飴色に染まる。

## 繁殖
状態のよい水草水槽で、本種のみを群れで飼育しておくと、いつのまにか水草などに産卵し、そのまま水を適切に管理しておけば孵化する。稚魚が成魚に捕食されるのを防ぐため、卵の段階で隔離しておくか、浮き草で水面をおおい、捕食されるのを防ぐようにする。稚魚は、餌としてブラインシュリンプを食べる。

## 混泳
おとなしく臆病な性質のため、本種より大きい魚や気性の荒い攻撃的な魚との混泳はのぞましくない。同程度の大きさで、温和な魚であれば混泳に問題はない。

## 流通
インドネシアで盛んに養殖されており、熱帯魚ショップにて安定的に安価で入手することができる。養殖されるうちに、アルビノタイプが固定され、アルビノ・アフリカン・ランプアイの名前で流通している。